# 인더스트리얼 메탈

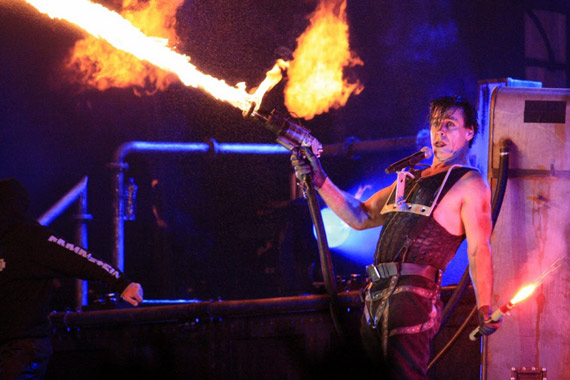

인더스트리얼 메탈(industrial metal)은 헤비 메탈의 하위 장르 중 하나이다. 주로 헤비 메탈에 쓰이는 기타의 오스티나토 (riffs), 샘플링과 곡해된 목소리로 표현한다. 이런 방식의 메탈 음악은 마릴린 맨슨과 나인 인치 네일스에 영향을 많이 주었다.

## 대표적인 밴드
- 람슈타인
- 미니스트리
- 갓플래쉬
- KMFDM
- 피어 팩토리
- 메릴린 맨슨

## 같이 보기
- 헤비 메탈
- 헤비 메탈 페스티발 목록